# 阿武火山群
座標: 北緯34度26分58秒 東経131度24分07秒 / 北緯34.44944度 東経131.40194度阿武火山群（あぶかざんぐん）は、山口県萩市にある独立単性火山群である。気象庁と火山噴火予知連絡会による活火山の再定義に伴い、2003年（平成15年）に活火山に指定された。

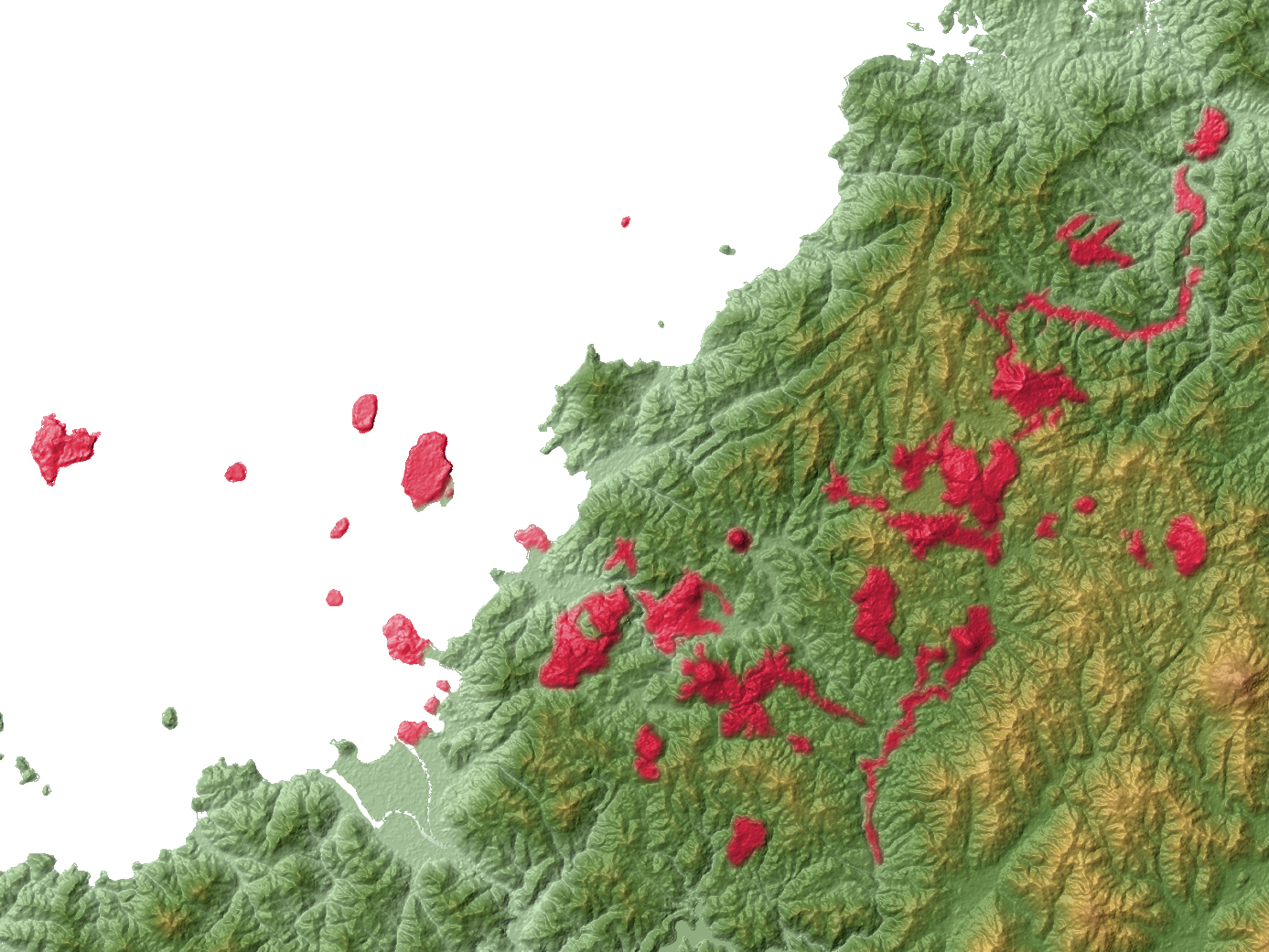
阿武火山群の火山と溶岩の分布図 GIF版

およそ400km2の地域に約40の単成火山が点在する。個々の火山体は小規模で、10−1km3あるが、火山群全体では3.5km3程度である。また、それぞれの小規模な火山体は1回の活動で形成されたと考えられる。
山体毎に玄武岩、安山岩、デイサイト質など多様な性質の岩質で形成され、流動性に富む溶岩流を伴なう事の多いスコリア丘や流動性の乏しい厚い溶岩流、溶岩円頂丘、成層火山などからなり、形成年代と岩質に規則性は無いとされている。

## 構成火山
主な単成火山は大島、相島などからなる萩沖島群（萩六島）および笠山、千石台、羽賀台、伊良尾山、鍋山など、約40の小火山体が確認されている。玄武岩〜安山岩の溶岩を噴出し、火砕丘・溶岩流・溶岩台地・溶岩平頂丘などの火山地形がある。その内、スコリア丘は笠山、伏馬山、権現山などに15個ほど存在する。また、海底火山が10程度存在するが、これは本来の意味での海底火山ではなく、噴火時は陸上だった火山体が、その後の海面上昇によって海面下に沈んだものである。このため、これらの火山は「海面下に沈んだ火山」と表現される。

## 活動年代
K-Ar年代測定結果より、200万年前〜150万年前の前期阿武単成火山活動と、約80万年前からの後期阿武単成火山活動に区分され、最新の活動は約8000年前の笠山（下部が溶岩流、上部はスコリア丘）である。
2001年、火山学者の永尾隆志が、3300年前を最新噴火年代とする報告を行ったが、翌2002年の永尾の著書において、8800年前と修正された。笠山では、ストロンボリ式噴火によりスコリア丘が形成された。
過去1万年間の噴火活動
笠山では、約11000年前には玄武岩質安山岩の溶岩台地が形成され、8800年前の最新噴火では、ストロンボリ式噴火により、スコリア丘が形成された。
有史以降
有史以降、噴気活動は認められない。